# Distretti congressuali dell'Iowa

Distretti congressuali dell'Iowa

Lo stato dell'Iowa è diviso in 4 distretti congressuali, ognuno rappresentato da un rappresentante alla Camera dei rappresentanti degli Stati Uniti.
I distretti sono tutti attualmente rappresentati da repubblicani al 119º Congresso degli Stati Uniti d'America.

## Distretti e rispettivi rappresentanti
| Distretto | Rappresentante           | Partito      | CPVI | In carica dal  | Mappa del distretto |
| --------- | ------------------------ | ------------ | ---- | -------------- | ------------------- |
| 1°        | Mariannette Miller-Meeks | Repubblicano | R+4  | 3 gennaio 2021 |                     |
| 2°        | Ashley Hinson            | Repubblicano | R+4  | 3 gennaio 2021 |                     |
| 3°        | Zach Nunn                | Repubblicano | R+2  | 3 gennaio 2023 |                     |
| 4°        | Randy Feenstra           | Repubblicano | R+15 | 3 gennaio 2021 |                     |

## Cronologia delle configurazioni
Le tabelle riportano le mappe dei confini dei distretti congressuali dello stato dell'Iowa, presentati in maniera cronologica. Vengono mostrati tutti i cicli di modifica periodica dei distretti dal 1973 ad oggi.
| Anno      | Cartina dello stato |
| --------- | ------------------- |
| 1973–1982 |                     |
| 1983–1992 |                     |
| 1993–2002 |                     |
| 2003–2013 |                     |
| 2013–2023 |                     |
| Dal 2023  |                     |

## Distretti obsoleti
- Distretto congressuale at-large dell'Iowa
- Distretto congressuale at-large del Territorio dell'Iowa
- 5º Distretto congressuale dell'Iowa
- 6º Distretto congressuale dell'Iowa
- 7º Distretto congressuale dell'Iowa
- 8º Distretto congressuale dell'Iowa
- 9º Distretto congressuale dell'Iowa
- 10º Distretto congressuale dell'Iowa
- 11º Distretto congressuale dell'Iowa